# Sainte-Croix (Drôme)
Sainte-Croix egy település Franciaországban, Drôme megyében. Lakosainak száma 101 fő (2022. január 1.). Sainte-Croix Barsac, Ponet-et-Saint-Auban, Pontaix, Saint-Andéol és Vachères-en-Quint községekkel határos.

## Népesség
A település népessége az elmúlt években az alábbi módon változott:
| Lakosok száma | 110  | 92   | 102  | 94   | 93   | 103  | 106  | 105  | 105  | 101  |
|               | 1968 | 1982 | 1990 | 2006 | 2013 | 2015 | 2017 | 2019 | 2020 | 2022 |